# Baños de Agua Santa (canton)
Baños de Agua Santa est un canton d'Équateur situé dans la province de Tungurahua.